# Dicaelotus schachti
Dicaelotus schachti là một loài tò vò trong họ Ichneumonidae.